# Бомбардировки на Кьонигсберг
Бомбардировките на Кьонигсберг са извършени по време на Втората световна война от съюзническата авиация. Те са дело на съветската и основно британската стратегическа бомбардировъчна авиация.

## Съветски бомбардировки
Първата бомбардировка на Кьонигсберг е извършена от Съветските ВВС през 1941 г., в началото на Втората световна война. В отговор на германската бомбардировка на Москва Сталин нарежда бомбардирането на Кьонигсберг и на 1 септември 1941 г. градът е бомбардиран от 11 съветски бомбардировачи „Пе-8“, излетели от летище близо до Ленинград, като никой от съветските самолети не е засегнат от противовъздушната отбрана и зенитната артилерия на Вермахта.
На 29 април 1943 г. Кьонигсберг е поразен от 5000-килограмова съветска бомба, спусната от „Пе-8“ на авиацията с далечно действие на СССР. Другите масивни съветски бомбардировки са извършени в периода 6 – 9 април 1945 г. и предшестват щурмуването на Кьонигсберг като част от битката за Кьонигсберг.

## Британски бомбардировки
Британските кралски военновъздушни сили в периода 26 – 30 август 1944 г. извършват в няколко рейда силни бомбардировки на града. След разрушителните бомбардировки градът гори в продължение на няколко дни.
Първата британска бомбардировка е проведена през нощта на 27 август 1944 г. от 5-а група на Военновъздушните сили на Великобритания със 174 бомбардировачи Авро Ланкастър. Първият нальот не е особено успешен, най-вече заради това, че бомбите са стоварени източно от града. Германската зенитна артилерия сваля 4 британски самолета. Три дни по-късно, в нощта на 30 август 1944 г. във въздуха са вече 189 „Ланкастъра“ от 5-а група на Кралските ВВС. Те хвърлят 480 тона бомби по центъра на града. Германските изтребители обаче свалят 15 британски бомбардировача.

### Резултат
Смята се, че в резултат от британските бомбардировки са унищожени 20% от промишлените съоръжения и 41% от всички жилища в Кьонигсберг. Историческият център на града, в който няма военни обекти, и особено районите Алтщадт, Любенихт и Кнайпхоф са изцяло превърнати в руини. От старата катедрала от XIV век остават само стените. Кьонигсберският замък, старата и новата сграда на Кьонигсберският университет са сринати до основи, като при бомбардировките загиват 4200 жители, а 200 000 души остават без дом.
За първи път в историята на авиацията са използвани напалмови бомби.